# Coactus feci
Coactus feci (łac. w skrócie C. F.) „zrobiłem to pod przymusem”) – skrót dodawany do podpisu, aby wskazać, że podpis został wymuszony. Przykładem z przeszłości jest były prymas Węgier, kardynał József Mindszenty, który podpisał zeznania wymuszone torturami w 1948 roku.